# La Edilla
La Edilla es una localidad del municipio de Rasines (Cantabria, España). En el año 2008 contaba con una población de 43 habitantes (INE). La localidad está situada a 170 metros de altitud sobre el nivel del mar, y a está a una distancia de dos kilómetros y medio de la capital municipal, Rasines. De su patrimonio destaca la casa de Villanueva Pico, casa con torre del siglo XVIII.
- Datos: Q5963218